# Lotta Lundberg
Lotta Lundberg, född 11 december 1961 i Uppsala, är en svensk skönlitterär författare.

## Biografi
Lotta Lundberg utbildade sig på Uppsala universitet och i Wien och var högstadielärare i Stockholm från 1994 innan hon debuterade 1998 med romanen Låta sig hända. 
Hennes författarskap behandlar existentiella teman med fokus på frågor om värdighet, identitet, gränser och sexualitet. Lundberg är översatt till tyska, holländska, danska, norska, tjeckiska, makedonska och finska. 
Lundberg bor och arbetar i Berlin sedan 2004. Hon varvar sitt författarskap med journalistiska och redaktionella uppdrag samt leder kurser i litterär gestaltning. Hon skriver även krönikor i Svenska Dagbladet.
År 2006 mottog Lundberg stipendium från Albert Bonniers Stipendiefond och 2015 Sveriges Radios romanpris för Timme noll, vilken inspirerades av Cordelia Edvardssons livsöde. Samma år tilldelades hon De Nios Julpris. I mars 2020 mottog Lundberg Ida Bäckmans stipendium till Gustaf Frödings och Selma Lagerlöfs minne från Svenska Akademien. 

## Priser och utmärkelser
- 2006 – Albert Bonniers Stipendiefond för Skynda, kom och se[5]
- 2012 – Nominerad till Sveriges Radios romanpris för Ön[6]
- 2012 – Sigtunastiftelsens författarstipendium
- 2014 – Samfundet De Nios Julpris[7]
- 2015 – Sveriges Radios romanpris för Timme noll[8]
- 2020 – Ida Bäckmans stipendium[9]